# Леонид (Поляков)
Митрополи́т Леони́д (в миру Ле́в Льво́вич Поляко́в; 19 февраля (4 марта) 1913, Санкт-Петербург — 8 сентября 1990, Рига, ЛатССР) — епископ Русской Православной Церкви, митрополит Рижский и Латвийский.

## Биография
Родился 19 февраля (4 марта) 1913 года в Санкт-Петербурге, в принявшей православие еврейской семье. Отец был врачом. Учился в одном классе с Яковом Зельдовичем и Аркадием Райкиным. Получил религиозное воспитание, подростком состоял членом Александро-Невского братства вместе с будущим митрополитом Иоанном (Вендландом), архиепископом Никоном (Фомичёвым) и другими будущими священнослужителями. Но из-за гонений на Церковь юноша принял решение получить сначала светское образование, продолжив династию врачей.
В 1939 году окончил Ленинградский медицинский институт, работал врачом-терапевтом. Участник Финской и Великой Отечественной войн, награждён орденом Отечественной войны II степени, медалями «За боевые заслуги», «За оборону Ленинграда», «За участие в Великой Отечественной войне».
Во время Отечественной войны он работал в госпитале под Ленинградом, и регулярно передавал провизию (часть своего повышенного пайка) митрополиту Ленинградскому Алексию (Симанскому) (будущему Патриарху), делившему со своей паствой все тяготы блокады. В конце войны его направили в госпиталь, в котором проходили лечение и реабилитацию заключенные концентрационных лагерей. До него там уже успело смениться несколько врачей, на которых поступало очень много жалоб, так что ему поручили разобраться, в чём дело. Владыка любил вспоминать, как он почти сразу же догадался, что люди, прошедшие через ужас заключения, хотели уезжать из госпиталя не по одному, а вместе. И он стал присматриваться, выяснять, кто с кем дружит, и таких «товарищей» стал выписывать одновременно (чуть передерживая одних, и выпуская других немного недолеченными). Жалобы сразу же прекратились.

## Священнослужитель
13 ноября 1949 года рукоположен в диакона, через неделю в священника митрополитом Ленинградским Григорием (Чуковым). В 1952 года экстерном закончил Ленинградскую духовную академию. 1 сентября 1952 года принял постриг в монашество. С 1953 года — доцент Ленинградской духовной академии.
С 1957 по 1959 год в сане архимандрита был инспектором Московских духовных семинарии и академии, преподавал гомилетику. Протопресвитер Владимир Диваков, поступавший в семинарию в 1957 году, так вспоминал разговор с ним: «Стал со мной беседовать. „Родной мой, дорогой, а с какого времени в комсомоле?“ — „Я не в комсомоле“. — „Как?! А зачем вы сюда пришли?! Значит, вас сочли недостойным для комсомола? А зачем вы здесь?! А чем вам плох комсомол, скажите? Кто поднимает стройки Севера? Комсомол! Кто БАМ строит? Комсомол! Зачем вы сюда пришли?!“ Я просто опешил, был очень растерян. И говорю: „В комсомоле всё-таки должны быть неверующие…“»
В январе 1959 года защитил магистерскую диссертацию «Схиархимандрит Паисий Величковский и его литературная деятельность», тогда же ему было присвоено звание профессора. Ввёл обязательную ежедневную проповедь в Покровском академическом храме (причём проповедовали не только студенты, но и преподаватели). Кроме того, заменил диктант на вступительном экзамене на изложение отрывка из Евангелия, что позволило «отсеивать» некомпетентных в церковных вопросах абитуриентов, направлявшихся в семинарию властями. Был избран почётным членом Московской духовной академии. Доктор церковной истории (1964).

## Архиерей
11 июня 1959 года был возведен в сан епископа Курского и Белгородского.
В 1960 году временно управлял Харьковской епархией в связи с тяжёлой болезнью митрополита Харьковского и Богодуховского Стефана (Проценко; † 6 октября 1960) и совершил его отпевание (никому из епископов Украинского экзархата в Харьков приехать не разрешили).
9 апреля 1962 года, по предложению Патриарха Алексия I, был назначен епископом Можайским, викарием Московской епархии, а также на пост председателя Хозяйственного управления Московской Патриархии и настоятеля Богоявленского патриаршего собора. Согласно указу Патриарха Алексия I от 29 апреля того же года в праздник Пасхи был возведён в сан архиепископа. Инициативный, деятельный епископ, говорящий блестящие проповеди и умеющий привлекать молодежь, был сразу же замечен властями, и через год его перевели из Москвы.
С 5 августа 1963 года — архиепископ Ярославский и Ростовский.
С 20 мая 1964 года — архиепископ Пермский и Соликамский. Сыграл большую роль в обеспечении приходов Пермской епархии богослужебной литературой, когда потребность в ней была очень острой. 7 июля 1966 года назначен временно управляющим Свердловской и Челябинской епархией (до октября того же года).
8 октября 1966 года переведен на Рижскую и Латвийскую кафедру. Приглашал в свою епархию образованных людей из Москвы и Петербурга для возможного рукоположения в священники и дальнейшего служения. Пользовался уважением прихожан. 7 сентября 1979 года Патриархом Пименом возведён в сан митрополита. Оказывал покровительство популярному среди верующих архимандриту Тавриону (Батозскому), который в период его управлении епархией стал духовником Спасо-Преображенской пустыни Рижского женского монастыря близ Елгавы. По его ходатайству 6 июля 1989 года в Рижской епархии было восстановлено Даугавпилсское викариатство.

## Смерть
Умер в Риге 8 сентября 1990 года. Похоронен в Елгавской пустыни.

## Труды
- Иеросхимонах Амвросий Оптинский и его значение в истории русского монашества.
- Учебник Нравственного богословия применительно к типовой программе духовной семинарии.
- Курс лекций по истории Русской Церкви, прочитанных в Ленинградской духовной академии в 1953—1957 гг.
- Схиархимандрит Паисий Величковский и его литературная деятельность (Магистерская диссертация).

## Публикации
- Вознесение Господне // Журнал Московской Патриархии. 1954. — № 6. — С. 29-31.
- Преображение Господне // Журнал Московской Патриархии. 1954. — № 8. — С. 21-22.
- Схиархимандрит Паисий Величковский (к 160-летию со дня кончины) // Журнал Московской Патриархии. 1954. — № 10. — С. 53-59.
- Литургийные евангельские чтения // Журнал Московской Патриархии. 1955. — № 4. — С. 20-23.
- Литургийные евангельские чтения // Журнал Московской Патриархии. 1955. — № 5. — С. 16-20.
- Старец Паисий Величковский как учитель аскетики (1722—1794 гг.) // Журнал Московской Патриархии. 1956. — № 10. — C. 44-55.
- Впечатления паломника // Журнал Московской Патриархии. 1957. — № 2. — С. 12-14.
- Литературное наследство Паисия Величковского // Журнал Московской Патриархии. 1957. — № 4. — С. 57-61.
- К 250-летнему юбилею Ленинграда // Журнал Московской Патриархии. 1957. — № 7. — C. 13-14.
- Встреча молодых христиан — участников VI Всемирного фестиваля молодежи в Троице-Сергиевой Лавре // Журнал Московской Патриархии. 1957. — № 9. — С. 23-31.
- Годичный акт в Московской духовной академии // Журнал Московской Патриархии. 1957. — № 10. — С. 9.
- К годовщине избрания Святейшего Патриарха Сербского Викентия почетным членом Московской духовной академии // Журнал Московской Патриархии. 1957. — № 10. — С. 10.
- Филаретовские дни в Троице-Сергиевой Лавре и в Московской духовной академии // Журнал Московской Патриархии. 1957. — № 12. — С. 12-13.
- В гостях у Русской Православной Церкви // Журнал Московской Патриархии. 1958. — № 5. — С. 19-26.
- Афон и русское монашество // Журнал Московской Патриархии. 1958. — № 8. — С. 60-65.
- Начало учебного года в Московских духовных школах // Журнал Московской Патриархии. 1958. — № 9. — С. 11.
- Годичный акт в Московской духовной академии // Журнал Московской Патриархии. 1958. — № 11. — С. 19-21.
- Дни памяти Митрополита Филарета // Журнал Московской Патриархии. 1959. — № 1. — С. 17-18.
- Зимние каникулы в московских духовных школах // Журнал Московской Патриархии. 1959. — № 2. — С. 39-40.
- Из жизни Московских духовных школ // Журнал Московской Патриархии. 1959. — № 5. — C. 26-27.
- Речь при наречении во епископа Курского // Журнал Московской Патриархии. 1959. — № 8.
- Церковные торжества в г. Курске (200-летие со дня рождения преп. Серафима Саровского) // Журнал Московской Патриархии. 1959. — № 9. — С. 25.
- Слово в Неделю сыропустную // Журнал Московской Патриархии. 1961. — № 2. — С. 34-35.
- Слово на Богоявление // Журнал Московской Патриархии. 1963. — № 1. — C. 34-36.
- Поучение в Неделю мытаря и фарисея // Журнал Московской Патриархии. 1964. — № 3. — C. 25-26.
- Святитель Леонтий, епископ Ростовский // Журнал Московской Патриархии. 1964. — № 6. — C. 66-68.
- Афон в истории русского монашества (духовно-нравственные связи) // Богословские труды. 1970. — № 5. — C. 5-24.
- Слово в Неделю Ваий // Журнал Московской Патриархии. 1965. — № 4. — C. 49-50.
- Слово в Неделю 2-ю по Пятидесятнице (память Всех святых, в земле Российской просиявших) [о призвании] // Журнал Московской Патриархии. 1967. — № 7. — С. 28-29.
- Слово в Неделю всех святых // Журнал Московской Патриархии. 1970. — № 7. — С. 44-45.
- В Неделю 27-ю по Пятидесятнице [Исцеление парализованной] // Журнал Московской Патриархии. 1970. — № 12. — С. 35-36.
- Слово в первую Неделю Великого поста // Журнал Московской Патриархии. 1971. — № 3. — С. 26-27.
- Слово в Неделю жен-мироносиц // Журнал Московской Патриархии. 1971. — № 5. — С. 30-31.
- Слово в Неделю 13-ю [притча о винограднике] // Журнал Московской Патриархии. 1971. — № 9. — С. 40-41.
- Литературная деятельность схиархимандрита Паисия Величковского (21/XII 1722 — 15/II 1792) (к 250-летию со дня рождения) // Вестник Русского Западно-Европейского Патриаршего Экзархата. 1973. — № 81-82. — С. 69-104.
- Литературная деятельность Схиархимандрита Паисия Величковского // Вестник Русского Западно-Европейского Патриаршего Экзархата. 1973. — № 83-84. — С. 203—238.
- Слово в день празднования памяти Митрополита Алексия, святителя Московского и всея Руси чудотворца // Журнал Московской Патриархии. 1978. — № 2. — С. 31.
- Слово на Святую Пасху // Журнал Московской Патриархии. 1991. — № 4. — C. 39.

## Награды
- Орден Дружбы народов (3 июня 1988 года) — за активную миротворческую деятельность и в связи с 1000-летием крещения Руси[6].